# Cecilia Ulfsdotter
Cecilia Ulfsdotter, födelseår okänt, död 12 mars 1399 i Vadstena kloster, var en medlem av det svenska frälset, dotter till heliga Birgitta och en figur i Birgittalegenden. 
Hon var dotter till heliga Birgitta och riddaren och lagmannen i Närke Ulf Gudmarsson av Ulvåsaätten. Hon gifte sig två eller tre gånger, varav två makar är kända: Lars Sonesson (Örnsparre) till Ådö (död 9 januari 1377), och före 12 november 1380 med riddaren och riksrådet Bengt Filipsson (tillbakaseende ulv)  (död före 19 januari 1383).
Cecilia är känd från Birgittalegenden. Hon beskrivs som den yngsta av Birgittas barn. Enligt legenden grät hon mycket under graviditeten, något som man på denna tid befarade kunde skada och till och med döda barnet i magen. Enligt sägnen talade barnet i magen och bad om att inte bli dräpt. Barnet ska sedan ska ha fötts med hjälp av Jungfru Maria. Cecilia ansågs därmed vara bestämd för ett heligt liv. Hon placerades i Skänninge nunnekloster vid okänt tidpunkt, möjligen före Birgittas resa till Rom 1349. Hon placerades i kloster mot sin vilja, och befriades därifrån av sin bror, Karl Ulvsson, vid okänd tidpunkt. 
Enligt sägnen gifte hon sig först med en riddare som avled i förgiftning under bröllopet mellan prins Håkan och drottning Margareta år 1363. Kung Magnus räddades vid detta tillfälle från förgiftning av sin anhängare Lars Sonesson, som i belöning fick Cecilia till maka »mot alla hennes fränders och vänners samtycke». Vid giftermålet fick hon Ådö i Helgesta socken som morgongåva. 
År 1377 var hon som änka inblandad i en egendomstvist med sin avlidne makes vänner. Hon gifte sig 1380 med en av sina rådgivare i tvisten, riddaren och riksrådet Bengt Filipsson (Ulv). Äktenskapet skedde mellan släktingar och legitimerades av påven 1380. Vid sin sista makes död 1383 bosatte hon sig som gäst i Vadstena kloster, till vilket hon gjorde många donationer fram till sin död.